# Paszyn
Paszyn est un village de Pologne, situé dans la gmina de Chełmiec, dans le Powiat de Nowy Sącz, dans la Voïvodie de Petite-Pologne dans le Sud de la Pologne.

## Source
- (en) Cet article est partiellement ou en totalité issu de l’article de Wikipédia en anglais intitulé « Paszyn » (voir la liste des auteurs).

1. ↑  (pl) « Gmina Chełmiec (małopolskie) » mapy, GUS, nieruchomości, szkoły, regon, kody pocztowe, bezrobocie, wypadki drogowe, wynagrodzenie, zarobki, tabele, edukacja, demografia, przedszkola, statystyki », sur Polska w liczbach (consulté le 21 juillet 2025)